# Potrimpus
Potrimpus (també escrit: Potrimpo, Autrimpo, Natrimpe) era una divinitat de la mitologia prussiana, amb poders sobre el mar, la terra i la collita. Era part de la tríada dels déus principals venerats pels antics prussians. La major part del què se'n sap sobre ell procedeix de fonts poc fiables del segle xvi.
La primera vegada que és esmentat, sota el nom de Natrimpe és un memoràndum del 1418 anomenat Collatio Espiscopi Varmiensis, enviat pel bisbe de Vàrmia al papa Martí V. Aquest document recorda al papa que els cavallers de l'Orde Teutònic reeixiren en la cristianització dels prussians pagans, que anteriorment veneraven uns dimonis anomenats Perkūnas, Potrimpus i Patollo. El cronista Simon Grunau assegurava que Potrimpus era el déu amb poders sobre els cereals i que, juntament amb el déu del tro, Perkūnas, i el déu dels morts, Peckols, formaven una tríada. Estava representat en la bandera del rei Widewutis amb la forma d'un home jove i alegre que portava una corona feta amb espigues de cereal. Grunau també deia que, per venerar-lo, donaven llet a unes serps (una coincidència amb el Žaltys de la mitologia lituana) que eren les seves criatures. En El llibre de Sudòvia, escrit vers els anys 1520–1530, s'esmenta Potrimpus com a déu dels corrents d'aigua i Autrimpus com a déu dels mars. En un altre llibre titulat Constitutiones Synodales, que tracta sobre cerimònies religioses, publicat el 1530, es relaciona Potrimpus amb el déu romà Pòl·lux i Autrimpus amb Càstor i Neptú.
Autors posteriors copiaren les definicions d'aquests déus, sovint fusionant Potrimpus i Autrimpus en una sola deïtat de la terra i l'aigua. Segons Jan Sandecki Malecki, els prussians per venerar Potrimpus, vessaven cera calenta en aigua i predien el futur basats en les figures que la cera formava sobre l'aigua. Maciej Stryjkowski va escriure que hi havia un ídol de coure (una mena de serp žaltys retorçada) dedicat o representant Potrimpus en el temple de Romuva. Simonas Daukantas va descriure Potrimpus com a déu de la primavera, la felicitat, l'abundància, el ramat i la collita.
Segons Kazimieras Būga, el seu nom deriva de l'arrel trimp-, que és la mateixa que forma part del verb lituà trempti («trepitjar fort»). Seguint aquest raonament, Vladimir Toporov creu que inicialment hi hagué un déu de la fertilitat anomenat Trimps, que més tard es dividí en dos déus. En estudis posteriors s'ha especulat que el seu nom podria estar relacionat amb un ritual de fertilitat que consistiria en trepitjar fort per foragitar els esperits malignes i despertar la terra en primavera.